# Akt/PKB信号通路
Akt信号通路或者PI3K-Akt信号通路是促进响应胞外信号的信号转导途径。涉及到的核心蛋白是PI3K (磷脂酰肌醇 3-激酶) 和Akt(蛋白激酶B)。
一种生长因子的初始刺激引起细胞表面受体的活化和PI3K的磷酸化。 活化的PI3K进一步磷酸化细胞膜上的脂质，形成第二信使PIP3(磷脂酰肌醇-3,4,5-三磷酸)。 Akt，一种丝氨酸/苏氨酸激酶，通过与这些磷脂酰肌醇的对接位点的相互作用被募集到细胞膜上。
活化的Akt通过磷酸化一系列胞内蛋白介导下游响应，包括细胞存活，细胞生长，增殖，细胞迁移和血管形成。Akt信号通路在所有高等真核生物细胞内存在并且高度保守。

## 作用机制

### PI3K活化
PI3K有很多种类别，不过只有第I类能够响应生长刺激而磷酸化脂质。I类的PI3K是异源二聚体，其亚基为p85（调控）与p110（催化）。这两个亚基是按照分子量命名的。
这一信号通路可以被很多信号所激活，包括激素，生长因子和胞外基质的成分。胞外的配体结合到细胞膜上的RTK之后，促进受体二聚化和胞内作用域酪氨酸残基上的交叉磷酸化。调控亚基p85通过SH2作用域结合到磷酸化的酪氨酸残基上。它会进而募集催化亚基p110以形成具有完全活性的PI3K。
若不然，衔接分子Grb2结合到RTK的磷酸-YXN模体上并通过GAB支架蛋白募集p85。
p110亚基也可以不依赖于p85被募集。比如，Brb2也可以结合到Ras-GEF Sos1上，并且活化Ras。Ras-GTP进而结合PI3K的p110亚基。其他的衔接分子，比如IRS，也可以活化p110。

PI3K也可以通过G蛋白βγ二聚体被GPCR活化。另外，Gα亚基会活化Src依赖的整联蛋白，进而活化PI3K。

### 磷脂酰肌醇的形成
活化的PI3K催化磷酸基团到磷酸肌醇的肌醇环上的3'-OH位置的加成反应，反应有三种脂质产物， PI(3)P, PI(3,4)P2 和 PI(3,4,5)P3:
磷脂酰肌醇(PI) →3-磷酸磷脂酰肌醇(PI(4)P) →3，4-二磷酸磷脂酰肌醇(PI(4,5)P2) → 3,4,5-三磷酸磷脂酰肌醇。

这些磷酸化的脂质被锚定在细胞膜上，并且可以直接结合细胞内包含PH或FYVE结构域的蛋白。比如说，三磷酸形式 (PI(3,4,5)P3) 结合Akt和PDK1，这导致它们在细胞膜附近的积累。

PI3K路徑中的脂磷酸酶PTEN(Phosphatase and tensin homolog)會對磷脂酰肌醇(Phosphatidylinositol)進行調控，PTEN會降解PIP3(Phosphatidylinositol-3,4,5-trisphosphate)，使PIP3轉化為PIP2(Phosphatidylinositol 4,5-bisphosphate)，並且，PTEN的喪失或失活將可能導向惡性腫瘤的產生，因此PTEN對於維持PI3K路徑的正常作用有其重要性。

### Akt的活化
Akt以非活化构象驻留在细胞质中，直到细胞被激活，Akt易位到细胞膜上Akt的PH作用域对于第二信使PI(3,4,5)P3相比其他的磷脂酰肌醇具有更高的亲和力。因此PI3K的活性对于Akt的易位的必要的。  与PI(3,4,5)P3的作用导致了构象改变以及磷酸化位点Thr308对激酶位点和C端的Ser473残基的暴露。PDK1在T308位点的磷酸化导致Akt被部分活化。完全的活化需要S473位点的磷酸化，它是由一系列蛋白，包括PDK2，ILK，mTORC 和 DNA-PK所催化的。 Ser473磷酸化的调节还没有被完全理解，但是可能也被Thr308磷酸化之后的子磷酸化所影响。刺激之后，PiP3上升，Akt活性通过丝氨酸/苏氨酸磷酸酶的去磷酸化所削弱。

### 不依赖于PI3K的活化
尽管PI3K是Akt活化的主要模式，其他酪氨酸或者丝氨酸/苏氨酸激酶也可以在生长因子、免疫或者DNA损伤的作用下直接激活Akt。它们甚至可以在PI3K活性被抑制的情况下作用。
另有研究显示Akt可以被热休克 或胞内钙浓度的增加所激活。
| 激酶                                  | Akt磷酸化位点           | 细节                                                        |
| ------------------------------------- | ----------------------- | ----------------------------------------------------------- |
| Activated CDC42 kinase 1 (Ack1)       | Tyr176                  | Akt倾向于结合磷脂酸（PA）而不是 PIP3 从而能移位到细胞膜上。 |
| Src                                   | Tyr315, Tyr326          | 需要Src SH3作用域与Akt C端的富脯氨酸区域的相互作用。        |
| Protein tyrosine kinase 6 (PTK6)      | Tyr215, Tyr315和Tyr326  | 在表皮生长因子(EGF)的作用下激活Akt。                        |
| IκB kinase ε (IKKε)                   | Ser137, Thr308和 Ser473 | 独立于PH作用域，PI3K,PDK1和mTOR。                           |
| TANK-binding kinase 1 (TBK1)          | Thr195, Ser378和 Ser473 | 巨噬细胞中Toll样受体的激活。                                |
| DNA-dependent protein kinase (DNA-PK) | Ser473                  | 由电离辐射致使的DNA双链断裂所激活。                         |